# Synergus samnalievae
Synergus samnalievae is een vliesvleugelig insect uit de familie van de echte galwespen (Cynipidae). De wetenschappelijke naam van de soort is voor het eerst geldig gepubliceerd in 2003 door Pujade-Villar & Melika.